# Psychotria boyanii
Psychotria boyanii är en måreväxtart som beskrevs av Julian Alfred Steyermark. Psychotria boyanii ingår i släktet Psychotria och familjen måreväxter. Inga underarter finns listade i Catalogue of Life.